# Rie Beisenherz
Maria Martha „Rie” Beisenherz (ur. 8 września 1901 w Amsterdamie, zm. 12 kwietnia 1992 w Bussum) – holenderska pływaczka i waterpolistka z pierwszej połowy XX wieku, mistrzyni kraju, uczestniczka igrzysk olimpijskich.
Beisenherz mając trzynaście lat chciała się zapisać do amsterdamskiego klubu pływackiego HDZ, lecz jej prośba została odrzucona z powodu wieku. Wtedy to wraz z innymi nieprzyjętymi dziewczętami założyła własny klub nazwany później Amsterdamsche Dames Zwemclub (ADZ).
W 1920 roku Beisenherz wygrała pierwszy tytuł mistrzyni kraju w wyścigu na 100 metrów stylem dowolnym, co powtórzyła w 1921 i 1922 roku. Grała również w klubowej reprezentacji waterpolistek.
Podczas VII Letnich Igrzysk Olimpijskich w Antwerpii w 1920 roku, Beisenherz, jako mistrzyni kraju,  wystartowała w wyścigu na 100 metrów stylem dowolnym. Stała się w ten sposób pierwszą holenderską olimpijką. W swoim wyścigu eliminacyjnym zajęła trzecie miejsce z czasem 1:22,6. Mimo iż był to nowy rekord Holandii, nie pozwolił by zakwalifikowała się do finału. Beisenherz wzięła również udział w pokazie holenderskich waterpolistek, osiemdziesiąt lat przed pojawieniem się żeńskiej piłki wodnej na igrzyskach olimpijskich.